# Сен Жил
Сен Жил (фр. Saint-Gilles, хол. Saint-Gilles) је општина у Белгији у региону Брисел. Према процени из 2007. у општини је живело 44.767 становника.

## Становништво
Према процени, у општини је 1. јануара 2015. живело 50.472 становника.
| 1984.  | 2000.  | 2010. | 2015. |
| ------ | ------ | ----- | ----- |
| 42.769 | 42.458 | 46981 | 50472 |